# 튀르키예의 텔레비전 드라마
튀르키예의 텔레비전 드라마(튀르키예어: Türk televizyon dizileri)는 튀르키예에서 제작 된 텔레비전 드라마이다. 대부분의 드라마는 튀르키예의 문화를 반영하며 미국에서 가장 잘 알려진 경제 및 문화 수출국이다. 튀르키예는 세계에서 가장 빠르게 성장하는 텔레비전 시리즈 수출국이며 현재 미국 다음으로 세계에서 두 번째로 높은 텔레비전 드라마 수출국으로 멕시코와 브라질을 추월했다. 튀르키예의 텔레비전 드라마는 세계에서 가장 길며 에피소드 당 120분에서 150분 사이다. 텔레비전 산업은 아시아, 유럽, 라틴 아메리카, 중동 및 북아프리카에서 튀르키예의 인기를 높이는 데 중추적 인 역할을 해왔쓰며 지금도 인기가 있다.
튀르키예의 텔레비전 프로그램은 대상 국가의 언어를 수용하기 위해 거의 항상 여러 언어로 더빙 또는 자막으로 제공된다. 튀르키예의 텔레비전 드라마의 성공으로 인해 관광객들은 자신이 좋아하는 쇼에 사용된 지역을보고 싶어하기 때문에 관광도 높아졌다. 튀르키예의 텔레비전 드라마 2000년대 이래로 갑작스럽고 엄청난 국제인기가 사회 현상으로 널리 분석되었다.
델리 위레크(Deli Yürek)은 1999년 국제적으로 방영된 최초의 튀르키예의 텔레비전 드라마였다. 튀르키예의 드라마는 대부분 이스탄불에서 생산되며 텔레비전 회사는 1990년대 개인 텔레비전 자유화의 물결에 따라 그곳에 정착하기로 결정했다. 드라마를 제작하는 튀르키예의 텔레비전 채널에는 TRT, 카날 D, SHOW, STAR, ATV, FOX, TV8 및 카날 7이 포함된다. 튀르키예의 텔레비전 드라마 시장은 치열한 지역 경쟁이 특징이다. 지역채널 간의 경쟁이 치열하여 13개 이상의 에피소드에서 50%가 실행되지 않아 장기 실행중인 프로덕션의 품질과 인기가 높아진다.

## 같이 보기
- 튀르키예
- 텔레비전 드라마
- 튀르키예의 텔레비전 드라마 목록